# Гурмай
Гурмай (адыг. Гъурмай; устар. Гурман) — река в России, протекает по территории Мостовского района Краснодарского края. Устье реки находится в 55 км от устья реки Ходзь по левому берегу. Длина реки — 18 км, площадь водосборного бассейна — 114 км². Впадает в реку Ходзь в станице Баговской.
адыг. Гъурмай переводится как «принадлежащий Гурам».
На реке расположена часть станицы Баговской. Также ранее здесь располагались бесленеевские аулы Гурмай (уничтожен в 1836 г.), Шоношокай («аул Санашокова»), Тлекеча Анажокова и, возможно, аул Джереслана (уничтожены в 1858 г.).

## Данные водного реестра
По данным государственного водного реестра России относится к Кубанскому бассейновому округу, водохозяйственный участок реки — Лаба от истока до впадения реки Чамлык. Речной бассейн реки — Кубань.